# Brett Holman
Brett Trevor Holman (Bankstown, 27 marzo 1984) è un ex calciatore australiano, di ruolo attaccante.

## Carriera
Ha segnato due delle tre reti della nazionale australiana durante i Mondiali del 2010 in Sudafrica.

## Palmarès

### Club

#### Competizioni nazionali
- Campionato olandese: 1

AZ Alkmaar: 2008-2009
- Supercoppa dei Paesi Bassi: 1

AZ Alkmaar: 2009
- UAE Arabian Gulf League: 1

Al-Nasr:2014-2015
- Coppa del Presidente degli Emirati Arabi Uniti: 1

Al-Nasr: 2014-2015

## Statistiche

### Cronologia presenze e reti in nazionale
| Cronologia completa delle presenze e delle reti in nazionale ― Australia | Cronologia completa delle presenze e delle reti in nazionale ― Australia | Cronologia completa delle presenze e delle reti in nazionale ― Australia | Cronologia completa delle presenze e delle reti in nazionale ― Australia | Cronologia completa delle presenze e delle reti in nazionale ― Australia | Cronologia completa delle presenze e delle reti in nazionale ― Australia | Cronologia completa delle presenze e delle reti in nazionale ― Australia | Cronologia completa delle presenze e delle reti in nazionale ― Australia |
| Data                                                                     | Città                                                                    | In casa                                                                  | Risultato                                                                | Ospiti                                                                   | Competizione                                                             | Reti                                                                     | Note                                                                     |
| ------------------------------------------------------------------------ | ------------------------------------------------------------------------ | ------------------------------------------------------------------------ | ------------------------------------------------------------------------ | ------------------------------------------------------------------------ | ------------------------------------------------------------------------ | ------------------------------------------------------------------------ | ------------------------------------------------------------------------ |
| 22-2-2006                                                                | Riffa                                                                    | Bahrein                                                                  | 1 – 3                                                                    | Australia                                                                | Qual. Coppa d'Asia 2007                                                  | -                                                                        | 46’ 73’                                                                  |
| 6-9-2006                                                                 | Al-Kuwait                                                                | Kuwait                                                                   | 2 – 0                                                                    | Australia                                                                | Qual. Coppa d'Asia 2007                                                  | -                                                                        |                                                                          |
| 14-11-2006                                                               | Londra                                                                   | Australia                                                                | 1 – 1                                                                    | Ghana                                                                    | Amichevole                                                               | -                                                                        | 75’                                                                      |
| 6-2-2007                                                                 | Londra                                                                   | Australia                                                                | 1 – 3                                                                    | Danimarca                                                                | Amichevole                                                               | -                                                                        |                                                                          |
| 24-3-2007                                                                | Guangzhou                                                                | Cina                                                                     | 0 – 2                                                                    | Australia                                                                | Amichevole                                                               | 1                                                                        | 69’                                                                      |
| 2-6-2007                                                                 | Sydney                                                                   | Australia                                                                | 1 – 2                                                                    | Uruguay                                                                  | Amichevole                                                               | -                                                                        | 62’                                                                      |
| 30-6-2007                                                                | Singapore                                                                | Singapore                                                                | 0 – 3                                                                    | Australia                                                                | Amichevole                                                               | -                                                                        | 68’                                                                      |
| 8-7-2007                                                                 | Bangkok                                                                  | Australia                                                                | 1 – 1                                                                    | Oman                                                                     | Coppa d'Asia 2007 - 1º turno                                             | -                                                                        | 78’                                                                      |
| 13-7-2007                                                                | Bangkok                                                                  | Iraq                                                                     | 3 – 1                                                                    | Australia                                                                | Coppa d'Asia 2007 - 1º turno                                             | -                                                                        | 46’                                                                      |
| 16-7-2007                                                                | Bangkok                                                                  | Thailandia                                                               | 0 – 4                                                                    | Australia                                                                | Coppa d'Asia 2007 - 1º turno                                             | -                                                                        | 84’                                                                      |
| 11-9-2007                                                                | Melbourne                                                                | Australia                                                                | 0 – 1                                                                    | Argentina                                                                | Amichevole                                                               | -                                                                        | 58’ 60’                                                                  |
| 6-2-2008                                                                 | Melbourne                                                                | Australia                                                                | 3 – 0                                                                    | Qatar                                                                    | Qual. Mondiali 2010                                                      | -                                                                        | 77’                                                                      |
| 26-3-2008                                                                | Kunming                                                                  | Cina                                                                     | 0 – 0                                                                    | Australia                                                                | Qual. Mondiali 2010                                                      | -                                                                        | 10’ 79’                                                                  |
| 1-6-2008                                                                 | Brisbane                                                                 | Australia                                                                | 1 – 0                                                                    | Iraq                                                                     | Qual. Mondiali 2010                                                      | -                                                                        | 65’                                                                      |
| 7-6-2008                                                                 | Dubai                                                                    | Iraq                                                                     | 1 – 0                                                                    | Australia                                                                | Qual. Mondiali 2010                                                      | -                                                                        | 46’                                                                      |
| 14-6-2008                                                                | Doha                                                                     | Qatar                                                                    | 1 – 3                                                                    | Australia                                                                | Qual. Mondiali 2010                                                      | -                                                                        |                                                                          |
| 19-8-2008                                                                | Londra                                                                   | Australia                                                                | 2 – 2                                                                    | Sudafrica                                                                | Amichevole                                                               | -                                                                        | 46’                                                                      |
| 6-9-2008                                                                 | Eindhoven                                                                | Paesi Bassi                                                              | 1 – 2                                                                    | Australia                                                                | Amichevole                                                               | -                                                                        | 70’                                                                      |
| 10-9-2008                                                                | Tashkent                                                                 | Uzbekistan                                                               | 0 – 1                                                                    | Australia                                                                | Qual. Mondiali 2010                                                      | -                                                                        | 77’                                                                      |
| 15-10-2008                                                               | Brisbane                                                                 | Australia                                                                | 4 – 0                                                                    | Qatar                                                                    | Qual. Mondiali 2010                                                      | -                                                                        | 68’                                                                      |
| 19-11-2008                                                               | Manama                                                                   | Bahrein                                                                  | 0 – 1                                                                    | Australia                                                                | Qual. Mondiali 2010                                                      | -                                                                        | 71’                                                                      |
| 11-2-2009                                                                | Yokohama                                                                 | Giappone                                                                 | 0 – 0                                                                    | Australia                                                                | Qual. Mondiali 2010                                                      | -                                                                        | 64’                                                                      |
| 1-4-2009                                                                 | Sydney                                                                   | Australia                                                                | 2 – 0                                                                    | Uzbekistan                                                               | Qual. Mondiali 2010                                                      | -                                                                        | 75’                                                                      |
| 6-6-2009                                                                 | Doha                                                                     | Qatar                                                                    | 0 – 0                                                                    | Australia                                                                | Qual. Mondiali 2010                                                      | -                                                                        | 77’                                                                      |
| 10-6-2009                                                                | Sydney                                                                   | Australia                                                                | 2 – 0                                                                    | Bahrein                                                                  | Qual. Mondiali 2010                                                      | -                                                                        | 84’                                                                      |
| 12-8-2009                                                                | Limerick                                                                 | Irlanda                                                                  | 0 – 3                                                                    | Australia                                                                | Amichevole                                                               | -                                                                        | 46’                                                                      |
| 5-9-2009                                                                 | Seul                                                                     | Corea del Sud                                                            | 3 – 1                                                                    | Australia                                                                | Amichevole                                                               | -                                                                        | 59’                                                                      |
| 10-10-2009                                                               | Sydney                                                                   | Australia                                                                | 0 – 0                                                                    | Paesi Bassi                                                              | Amichevole                                                               | -                                                                        |                                                                          |
| 14-11-2009                                                               | Mascate                                                                  | Oman                                                                     | 1 – 2                                                                    | Australia                                                                | Qual. Coppa d'Asia 2011                                                  | -                                                                        | 67’                                                                      |
| 24-5-2010                                                                | Melbourne                                                                | Australia                                                                | 2 – 1                                                                    | Nuova Zelanda                                                            | Amichevole                                                               | 1                                                                        | 46’                                                                      |
| 1-6-2010                                                                 | Roodeport                                                                | Australia                                                                | 1 – 0                                                                    | Danimarca                                                                | Amichevole                                                               | -                                                                        | 46’                                                                      |
| 13-6-2010                                                                | Durban                                                                   | Germania                                                                 | 4 – 0                                                                    | Australia                                                                | Mondiali 2010 - 1º turno                                                 | -                                                                        | 46’                                                                      |
| 19-6-2010                                                                | Rustenburg                                                               | Ghana                                                                    | 1 – 1                                                                    | Australia                                                                | Mondiali 2010 - 1º turno                                                 | 1                                                                        | 68’                                                                      |
| 23-6-2010                                                                | Nelspruit                                                                | Australia                                                                | 2 – 1                                                                    | Serbia                                                                   | Mondiali 2010 - 1º turno                                                 | 1                                                                        | 65’                                                                      |
| 11-8-2010                                                                | Lubiana                                                                  | Slovenia                                                                 | 2 – 0                                                                    | Australia                                                                | Amichevole                                                               | -                                                                        |                                                                          |
| 3-9-2010                                                                 | San Gallo                                                                | Svizzera                                                                 | 0 – 0                                                                    | Australia                                                                | Amichevole                                                               | -                                                                        | 84’                                                                      |
| 7-9-2010                                                                 | Cracovia                                                                 | Polonia                                                                  | 1 – 2                                                                    | Australia                                                                | Amichevole                                                               | 1                                                                        | 30’                                                                      |
| 17-11-2010                                                               | Cairo                                                                    | Egitto                                                                   | 3 – 0                                                                    | Australia                                                                | Amichevole                                                               | -                                                                        | 70’                                                                      |
| 5-1-2011                                                                 | Al Ain                                                                   | Emirati Arabi Uniti                                                      | 0 – 0                                                                    | Australia                                                                | Amichevole                                                               | -                                                                        | 57’                                                                      |
| 10-1-2011                                                                | Doha                                                                     | India                                                                    | 0 – 4                                                                    | Australia                                                                | Coppa d'Asia 2011 - 1º turno                                             | 1                                                                        |                                                                          |
| 14-1-2011                                                                | Doha                                                                     | Australia                                                                | 1 – 1                                                                    | Corea del Sud                                                            | Coppa d'Asia 2011 - 1º turno                                             | -                                                                        | 89’                                                                      |
| 18-1-2011                                                                | Doha                                                                     | Australia                                                                | 1 – 0                                                                    | Bahrein                                                                  | Coppa d'Asia 2011 - 1º turno                                             | -                                                                        | 86’                                                                      |
| 22-1-2011                                                                | Doha                                                                     | Australia                                                                | 1 – 0                                                                    | Iraq                                                                     | Coppa d'Asia 2011 - Quarti di finale                                     | -                                                                        | 102’                                                                     |
| 25-1-2011                                                                | Doha                                                                     | Uzbekistan                                                               | 0 – 6                                                                    | Australia                                                                | Coppa d'Asia 2011 - Semifinale                                           | -                                                                        | 62’                                                                      |
| 29-1-2011                                                                | Doha                                                                     | Australia                                                                | 0 – 1                                                                    | Giappone                                                                 | Coppa d'Asia 2011 - Finale                                               | -                                                                        | 39’ 65’                                                                  |
| 29-3-2011                                                                | Mönchengladbach                                                          | Germania                                                                 | 1 – 2                                                                    | Australia                                                                | Amichevole                                                               | -                                                                        | 90’                                                                      |
| 5-6-2011                                                                 | Adelaide                                                                 | Australia                                                                | 3 – 0                                                                    | Nuova Zelanda                                                            | Amichevole                                                               | -                                                                        | 46’                                                                      |
| 7-6-2011                                                                 | Melbourne                                                                | Australia                                                                | 0 – 0                                                                    | Serbia                                                                   | Amichevole                                                               | -                                                                        |                                                                          |
| 2-9-2011                                                                 | Brisbane                                                                 | Australia                                                                | 2 – 1                                                                    | Thailandia                                                               | Qual. Mondiali 2014                                                      | -                                                                        | 90+1’                                                                    |
| 6-9-2011                                                                 | Riad                                                                     | Arabia Saudita                                                           | 1 – 3                                                                    | Australia                                                                | Qual. Mondiali 2014                                                      | -                                                                        | 87’                                                                      |
| 11-10-2011                                                               | Sydney                                                                   | Australia                                                                | 3 – 0                                                                    | Oman                                                                     | Qual. Mondiali 2014                                                      | 1                                                                        |                                                                          |
| 11-11-2011                                                               | Mascate                                                                  | Oman                                                                     | 1 – 0                                                                    | Australia                                                                | Qual. Mondiali 2014                                                      | -                                                                        |                                                                          |
| 15-11-2011                                                               | Bangkok                                                                  | Thailandia                                                               | 0 – 1                                                                    | Australia                                                                | Qual. Mondiali 2014                                                      | 1                                                                        | 83’                                                                      |
| 15-8-2012                                                                | Edimburgo                                                                | Scozia                                                                   | 3 – 1                                                                    | Australia                                                                | Amichevole                                                               | -                                                                        | 46’                                                                      |
| 6-9-2012                                                                 | Beirut                                                                   | Libano                                                                   | 0 – 3                                                                    | Australia                                                                | Amichevole                                                               | -                                                                        | 60’                                                                      |
| 11-9-2012                                                                | Amman                                                                    | Giordania                                                                | 2 – 1                                                                    | Australia                                                                | Qual. Mondiali 2014                                                      | -                                                                        | 72’                                                                      |
| 16-10-2012                                                               | Baghdad                                                                  | Iraq                                                                     | 1 – 2                                                                    | Australia                                                                | Qual. Mondiali 2014                                                      | -                                                                        |                                                                          |
| 6-2-2013                                                                 | Malaga                                                                   | Romania                                                                  | 3 – 2                                                                    | Australia                                                                | Amichevole                                                               | -                                                                        |                                                                          |
| 26-3-2013                                                                | Sydney                                                                   | Australia                                                                | 2 – 2                                                                    | Oman                                                                     | Qual. Mondiali 2014                                                      | 1                                                                        |                                                                          |
| 4-6-2013                                                                 | Saitama                                                                  | Giappone                                                                 | 1 – 1                                                                    | Australia                                                                | Qual. Mondiali 2014                                                      | -                                                                        | 72’                                                                      |
| 11-6-2013                                                                | Melbourne                                                                | Australia                                                                | 4 – 0                                                                    | Giordania                                                                | Qual. Mondiali 2014                                                      | -                                                                        | 79’                                                                      |
| 18-6-2013                                                                | Sydney                                                                   | Australia                                                                | 1 – 0                                                                    | Iraq                                                                     | Qual. Mondiali 2014                                                      | -                                                                        | 61’                                                                      |
| 7-9-2013                                                                 | Brasilia                                                                 | Brasile                                                                  | 6 – 0                                                                    | Australia                                                                | Amichevole                                                               | -                                                                        | 70’                                                                      |
| Totale                                                                   |                                                                          | Presenze                                                                 | 63                                                                       |                                                                          | Reti                                                                     | 9                                                                        |                                                                          |